# Meridià 51 a l'est
El meridià 51 a l'est de Greenwich és una línia de longitud que s'estén des del pol Nord travessant l'oceà Àrtic, Europa, Turquia, Àfrica, l'oceà Índic, l'oceà Antàrtic i l'Antàrtida fins al pol Sud.
El meridià 51 a l'est forma un cercle màxim amb el meridià 129 a l'oest. Com tots els altres meridians, la seva longitud correspon a una semicircumferència terrestre, uns 20.003,932 km. Al nivell de l'Equador, és a una distància del meridià de Greenwich de 5.677 km.

## De Pol a Pol
Començant en el pol Nord i dirigint-se cap al pol Sud, aquest meridià travessa:
| Coordenades                             | País, territori o mar | Notes |
| --------------------------------------- | --------------------- | --- |
| 90° 0′ N, 51° 0′ E / 90.000°N,51.000°E  | Oceà Àrtic            | |
| 81° 9′ N, 51° 0′ E / 81.150°N,51.000°E  | Rússia                | Illa d'Arthur, Terra de Francesc Josep                                                                               |
| 81° 6′ N, 51° 0′ E / 81.100°N,51.000°E  | Mar de Barents        | |
| 80° 52′ N, 51° 0′ E / 80.867°N,51.000°E | Rússia                | Illa de Zemlya Georga, Terra de Francesc Josep                                                                       |
| 80° 33′ N, 51° 0′ E / 80.550°N,51.000°E | Mar de Barents        | |
| 80° 6′ N, 51° 0′ E / 80.100°N,51.000°E  | Rússia                | Illa de Northbrook, Terra de Francesc Josep                                                                          |
| 79° 55′ N, 51° 0′ E / 79.917°N,51.000°E | Mar de Barents        | |
| 68° 28′ N, 51° 0′ E / 68.467°N,51.000°E | Rússia                | |
| 51° 41′ N, 51° 0′ E / 51.683°N,51.000°E | Kazakhstan            | |
| 46° 56′ N, 51° 0′ E / 46.933°N,51.000°E | Mar Càspia            | |
| 45° 0′ N, 51° 0′ E / 45.000°N,51.000°E  | Kazakhstan            | Península de Manguistau                                                                                              |
| 44° 49′ N, 51° 0′ E / 44.817°N,51.000°E | Mar Càspia            | Badia de Manguistau                                                                                                  |
| 44° 31′ N, 51° 0′ E / 44.517°N,51.000°E | Kazakhstan            | Península de Manguistau                                                                                              |
| 43° 54′ N, 51° 0′ E / 43.900°N,51.000°E | Mar Càspia            | |
| 36° 46′ N, 51° 0′ E / 36.767°N,51.000°E | Iran                  | |
| 28° 51′ N, 51° 0′ E / 28.850°N,51.000°E | Golf Pèrsic           | |
| 25° 59′ N, 51° 0′ E / 25.983°N,51.000°E | Qatar                 | |
| 24° 35′ N, 51° 0′ E / 24.583°N,51.000°E | Aràbia Saudita        | |
| 18° 47′ N, 51° 0′ E / 18.783°N,51.000°E | Iemen                 | |
| 15° 8′ N, 51° 0′ E / 15.133°N,51.000°E  | Oceà Índic            | Golf d'Aden |
| 11° 54′ N, 51° 0′ E / 11.900°N,51.000°E | Somàlia               | |
| 10° 22′ N, 51° 0′ E / 10.367°N,51.000°E | Oceà Índic            | |
| 9° 13′ S, 51° 0′ E / 9.217°S,51.000°E   | Seychelles            | Illes de la Providència                                                                                              |
| 9° 32′ S, 51° 0′ E / 9.533°S,51.000°E   | Oceà Índic            | Passa a l'oest de l'atol Farquhar, Seychelles · Pasa entre les illes Crozet, Terres Australs i Antàrtiques Franceses |
| 60° 0′ S, 51° 0′ E / 60.000°S,51.000°E  | Oceà Antàrtic         | |
| 66° 16′ S, 51° 0′ E / 66.267°S,51.000°E | Antàrtida             | Territori Antàrtic Australià, reclamada per Austràlia                                                                |